# Djibo-Hamani-Universität Tahoua

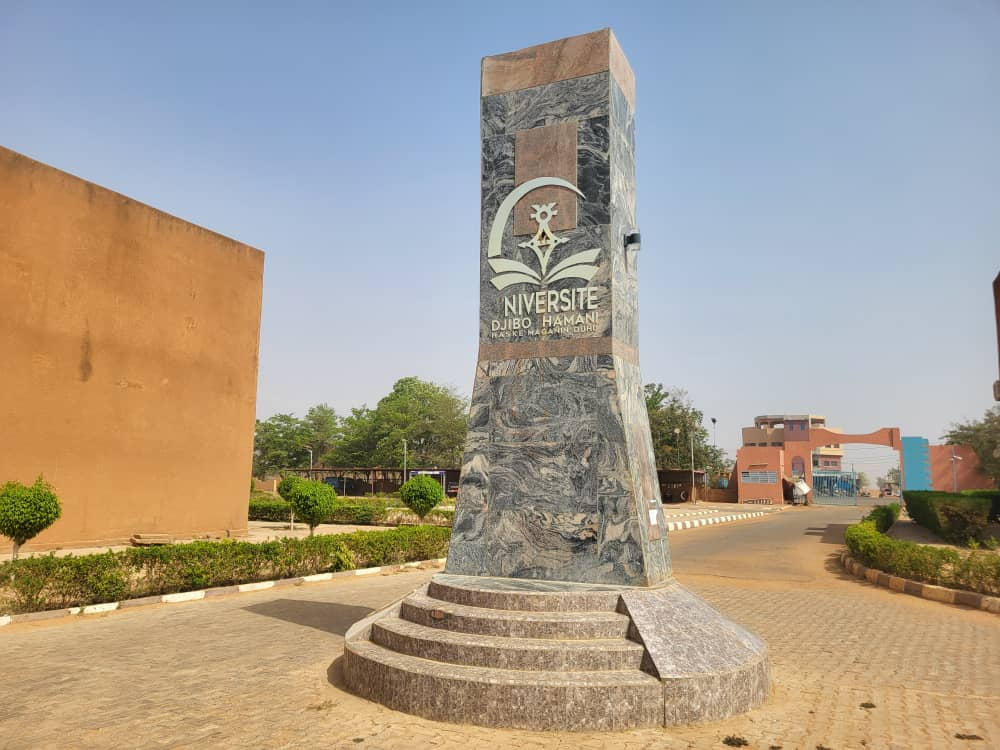
Stele in der Djibo-Hamani-Universität Tahoua (2025)

Die Djibo-Hamani-Universität Tahoua (französisch Université Djibo Hamani de Tahoua) ist eine staatliche Universität in der Stadt Tahoua in Niger.

## Geschichte
Die Hochschule wurde durch eine Verordnung vom 1. Juli 2010 als Universität Tahoua (Université de Tahoua) gegründet. Sie ging aus einem in Tahoua angesiedelten Technischen Universitätsinstitut der Abdou-Moumouni-Universität Niamey hervor. Auf gleiche Weise wurden zum selben Zeitpunkt die Universität Maradi und die Universität Zinder geschaffen. Zum ersten Rektor der Universität Tahoua wurde am 9. Dezember 2010 Jean-Marie Karimou Ambouta ernannt. Die Eröffnung der Universität erfolgte am 21. Februar 2011.
Im ersten Studienjahr gab es 425 Studierende. Mit Mahamane Addo wurde am 10. April 2014 ein neuer Rektor ernannt. Im Studienjahr 2019/2020 wurde die Universität von 6324 Studierenden besucht. Erstmals durch Wahlkollegium von Universitätsangehörigen und nicht wie bisher durch eine Ernennung seitens des Ministerrats wurde am 4. Dezember 2021 ein neuer Rektor bestimmt. Aus der Wahl ging Youssoufou Hamadou Daouda als Sieger hervor.
Am 7. April 2022 wurde die Universität Tahoua nach dem nigrischen Historiker Djibo Hamani in Djibo-Hamani-Universität Tahoua (Université Djibo Hamani de Tahoua) umbenannt.

## Campus

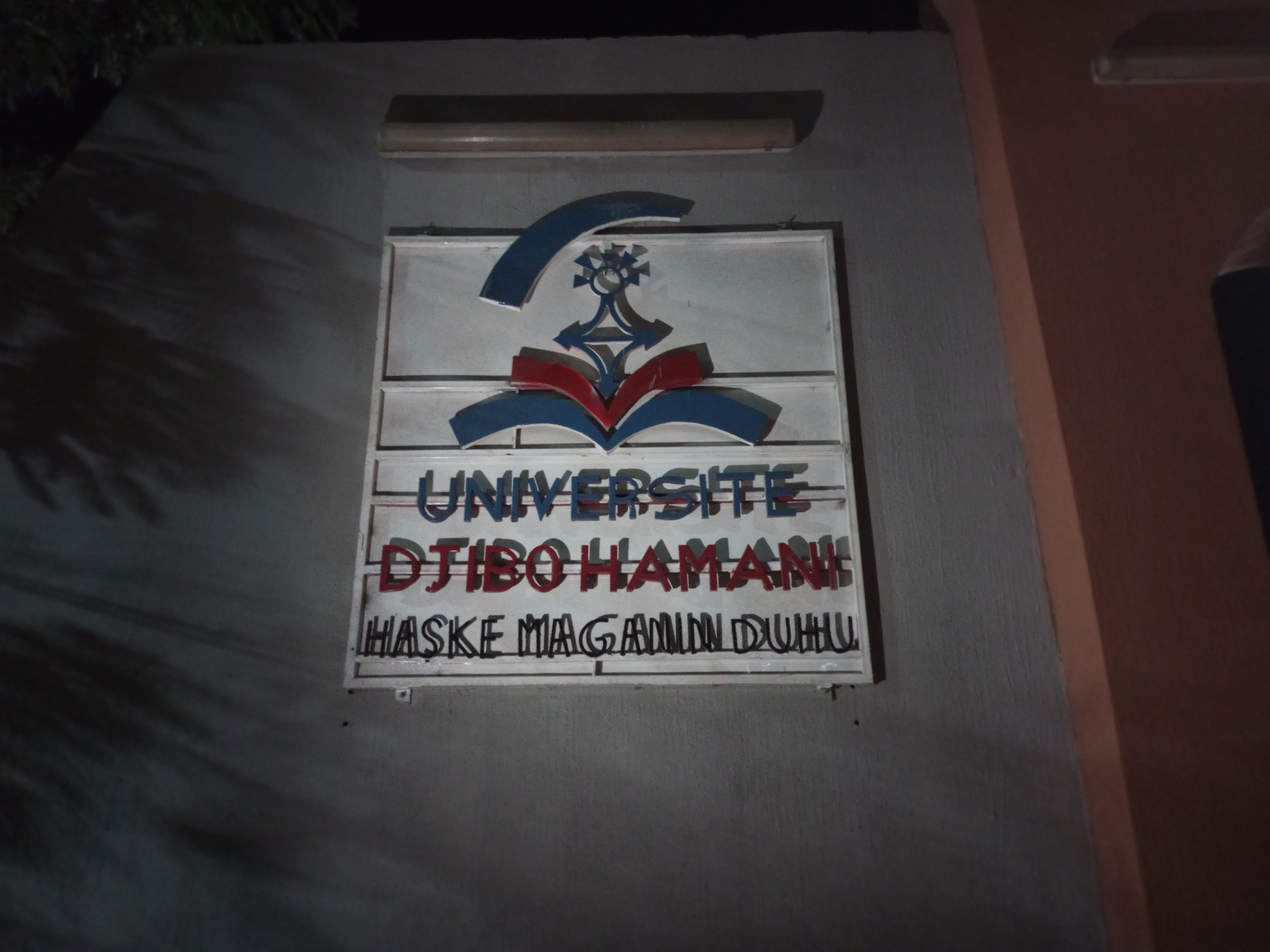
Schild der Djibo-Hamani-Universität Tahoua (2023)

Zur Djibo-Hamani-Universität Tahoua gehören ein Hörsaal mit 600 Plätzen, 24 Unterrichtsräume, drei Computerräume und acht Wohnheime. Außerdem verfügt die Universität über mehrere Versuchsbauernhöfe (unter anderem mit der Roten Maradiziege), einen botanischen Garten und eine Zentralbibliothek.

## Abteilungen
- Fakultät für Rechts-, Wirtschafts- und Verwaltungswissenschaften
- Agrarwissenschaftliche Fakultät
- Pädagogische Fakultät
- Technisches Universitätsinstitut[7]

## Netzwerke
Die Djibo-Hamani-Universität Tahoua ist Mitglied folgender Hochschulnetzwerke:
- Conseil africain et malgache pour l’enseignement supérieur (CAMES) – afrikanischer und madagassischer Rat für höhere Bildung
- Conférence des recteurs des universités francophones d’Afrique et de l’océan Indien (CRUFAOCI) – Rektorenkonferenz der französischsprachigen Universitäten Afrikas und des Indischen Ozeans
- Réseau pour l’excellence de l’enseignement supérieur en Afrique de l’Ouest (REESAO) – Netzwerk für Exzellenz der höheren Bildung in Westafrika[1]